# 복아영
복아영(1988년 3월 1일 ~ )은 대한민국의 정치인이다.

## 학력
- 백석대학교 법정학부 법학과 졸업
- 단국대학교 대학원 공공관리학과 박사과정 재학

## 경력
- 청춘소리 대표
- 사람사는세상 노무현재단 대전세종충남지역위원회 운영위원
- 2018년 7월 1일 ~ 2022년 6월 30일 : 제8대 충청남도 천안시의회 의원
- 2021.02 ~ 2022.01: 대통령직속 국가균형발전위원회 국민소통특별위원회 위원
- 2022년 7월 1일 ~ : 제9대 충청남도 천안시의회 의원
  - 제9대 충청남도 천안시의회 전반기 의회운영위원회 위원
  - 제9대 충청남도 천안시의회 전반기 복지문화위원회 위원

## 역대 선거 결과
|  | 39.29% |

|  | 35.20% |